# Cascades de Düden
Les cascades de Düden són un grup de cascades a la província d'⁣Antalya, Turquia. Els salts d'aigua, formats per l'aigua de l'estació de reciclatge, es troben 12 km al nord-est d'Antalya. Acaben on les aigües de les cascades inferiors de Düden, que cauen d'un penya-segat rocós directament al mar Mediterrani.
El grup de cascades de Düden consta de dues cascades, les cascades de Düden superior i les cascades de Düden inferiors.

## Sistema càrstic de la cascada de Düdenbaşı
A les marques del quilòmetre 28 i 30 de l'antiga ruta des d'Antalya-Burdur (que passa per la ciutat de Döşemealtı), apareixen dues grans fonts càrstiques. Aquestes fonts, Kırkgözler i Pınarbaşı, es fusionen després d'un curt flux i desapareixen a Bıyıklı Sinkhole. Algunes de les dolines poden empassar un riu o un llac. En aquesta regió, la gran dolina de Suğla (Konya) i la dolina de Bıyıklı produeixen 30 m³. Aquesta quantitat és la producció de les fonts de Kırkgöz i Pınarbaşı a la inundació.
L'aigua, que desapareix a Bıyıklı Sinkhole, viatja 14 km sota terra i torna a sortir a la fossa de Varsak. Després d'una caiguda molt curta, torna a desaparèixer de l'altre extrem. L'aigua que desapareix a Varsak passa sota terra durant 2 km i torna a sortir a Düdenbasi, per la pressió feta per un sifó. L'aigua que cau de Düdenbasi és l'aigua que prové del Complex Hidroelèctric de Kepez.

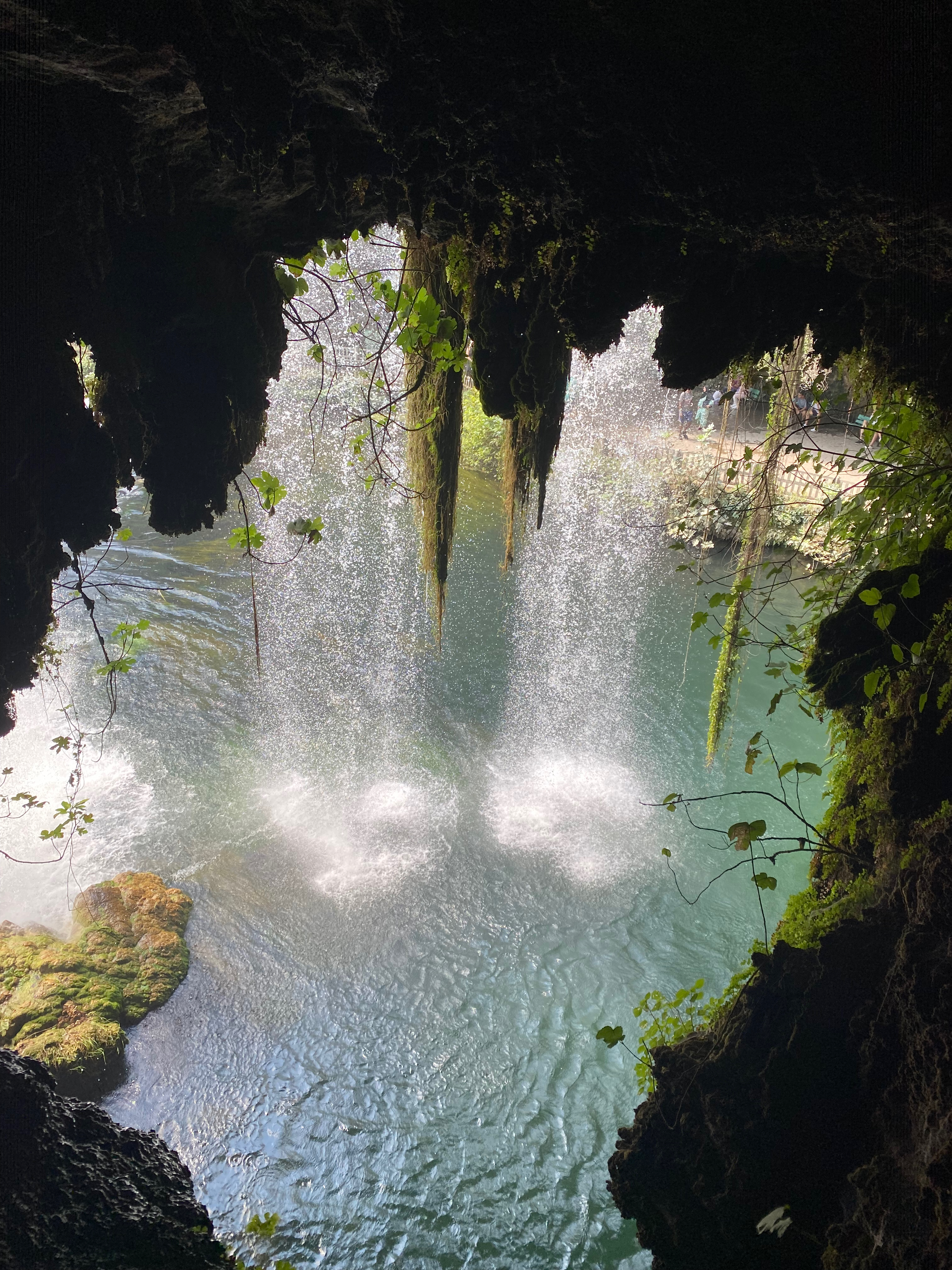
Cascades de Düden

Un regulador construït davant de l'embut de Bıyıklı dirigeix les aigües de Kırkgözler i Pınarbaşı cap a un canal cap a la central hidroelèctrica de Kepez, on una canonada de pressió la porta a un embut d'equilibri i la deixa caure sobre les turbines de la planta.
L'aigua de la unitat de descàrrega de la planta torna a portar a Düdenbaşı per un llarg canal, on forma a fer cascades artificials. A partir d'aquí la quantitat d'aigua és la d'un gran riu. Set rases de reg distribueixen l'aigua a la terra al nord-est d'Antalya.
Després de Düdenbasi, les aigües de Düdençay se separen en una sèrie de rierols i finalment, a l'est d'Antalya, fa una cascada 40 m des d'una plataforma cap al Mediterrani. Un parc envolta aquestes cascades. Es poden veure des del mar fent un viatge en vaixell des del port de iots d'Antalya.